# سلكوت
سِلْكُوت أو كارابوس[بحاجة لمصدر] (الاسم العلمي Carabus)، جنس خنافس ليلية مفترسة من الخنافس الأرضية. تضم 1000 نوع و91 نويع، وهو أكبر جنس في فصيلة الخنافس الأرضية. مواطنها المنطقة القطبية الشمالية. تطول من 12 إلى 50 مم. قوتها ديدان الأرض واليرقات.

## الأنواع
- سلكوت حقلي
- سلكوت أرجواني
- سلكوت بهي
- سلكوت مذهب